# صراع اللغات في فنلندا
يشير مصطلح صراع اللغات في فنلندا إلى صراع اجتماعي، ثقافي وسياسي دار في فنلندا عشية استقلالها وفي الفترة ما بعد الاستقلال، أي على مدى مائة سنة تقريبا منذ منتصف القرن ال19 وحتى خمسينات القرن ال20، وتمحور حول مكانة اللغة الفنلدية مقارنة باللغة السويدية في نظام الحكم، التعليم والثقافة الراقية. أدى الصراع إلى تعزيز مكانة اللغة الفنلندية وجعلها اللغة الرئيسية للجمهورية الفنلندية، مع تبني سياسة ثنائية اللغة، حيث تحظى اللغتان الفنلندية والسويدية بصفة لغة رسمية في الجمهورية.

## خلفية
تتحدث الأغلبية الساحقة من سكان فنلندا باللغة الفنلندية كلغة أم، أما في غربي فنلندا وجنوبها فتوجد أقلية ذات تأثير ثقافي وسياسي ملموس من الناطقين باللغة السويدية. تختلف اللغتين الفنلندية والسويدية عن بعضهما البعض؛ إذ أن الأصول التاريخية لكل منهما تتمايز عن الأخرى تماماً. وبينما تنتمي اللغة السويدية، كمعظم اللغات الأوروبية، إلى العائلة اللغوية الهندية الأوروبية وتحديدًا إلى العائلة الجرمانية، تنتمي اللغة الفنلندية إلى العائلة اللغوية الفنلندية-مجرية. وبالرغم من اختلافهما، كانت العلاقة بين اللغات، وما زالت، وثيقة بسبب تعايش ناطقي اللغتين في فنلندا والسويد منذ سنوات طويلة.

### نبذة تاريخية
في القرن ال13 ضمت المملكة السويدية فنلندا إلى نفوذها وجعلت اللغة السويدية لغة الحكم والتعليم العالي إلى جانب اللغة اللاتينية. في نفس الوقت أخذ فلاحون سويديون يستوطنون في المنطقة الساحلية بفنلندا. واصلت أغلبية الفنلنديين التحدث باللغة الفنلندية ولكن اللغة السويدية أصبحت اللغة المفضلة في صفوف النخبة الفنلندية.
في 1809 اضطرت المملكة السويدية إلى التنازل عن فنلندا ونقل السلطة فيها إلى الإمبراطورية الروسية إثر خسارتها فيما يسمى ب«الحرب الفنلندية» التي دارت بين البلدين. فأصبحت فنلندا جزءاً من الإمبراطورية الروسية بمكانة «دوقية كبيرة»، وهذه المكانة أمكنت للفنلنديين ممارسة الحكم الذاتي في الكثير من مجالات الحياة والسلطة.

## النهضة الوطنية الفنلندية في «الدوقية الكبيرة»
بفضل الحكم الذاتي التي تمتعت به الدوقية الكبيرة الفنلندية، احتفظت النخبة الفنلندية الناطقة باللغة السويدية بمكانتها ولم تزل اللغة السويدية لغة فنلندا الرسمية. مع ذلك، فإن الابتعاد عن التأثير السويدي المباشر أسفر عن تعزيز الحركة الوطنية الفنلندية - «الفينومانيا» (Fennomania) - التي أخذت تتبلور في مطلع القرن ال18. سعت هذه الحركة إلى توسيع استخدام اللغة الفنلندية في كافة مجلات الحياة في إطار تطوير هوية وطنية فنلندية متميزة. كان من بين أفراد الحركة شخصيات انتمت إلى النخبة المسيطرة، وهم أخذوا يتكلمون ويكتبون بالفنلندية بدلاً من السويدية، وبدلوا أسماءهم السويدية بأسماء فنلندية. في غضون أيام «الدوقية الكبيرة» تبنت الحركة شعار «لسنا سويديين بعد، ولن يمكننا أن نكون روساً، إذن فلنكن فنلنديين».
مع تكثف نشاطات «الفينومانيين» تبلورت معارضة لأفكارهم التي عملت من أجل الحفاظ على أفضلية اللغة السويدية، وقد أطلق على أفراد المعارضة لقب «السفيكومانيين» (عن Svekomania أو Svecomania). وادعى «السفيكومانيون» بأن اللغة السويدية ترتكز على ثقافة غنية قريبة من ثقافات غنية أخرى مثل الثقافة الألمانية، وأن اللغة الفنلندية لن تصلح لإدارة الحكم وتطوير ثقافة راقية.
في 1863 حقق «الفينومانيون» إنجازهم الأول حيث تم الاعتراف بالفنلندية كلغة رسمية في «الدوقية الكبيرة» إلى جانب السويدية.

## استقلال فنلندا

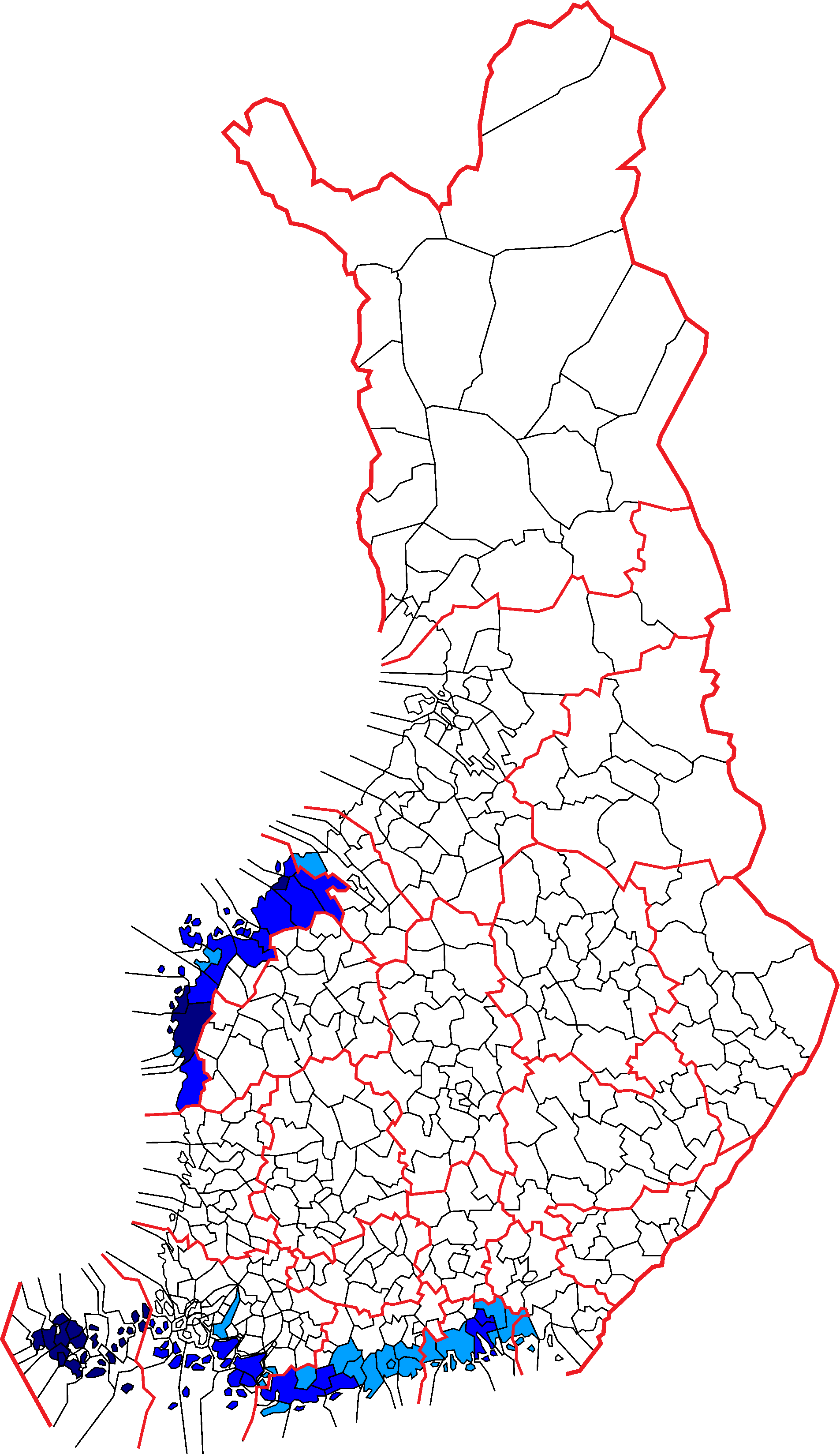
مناطق انتشار اللغة السويدية في فنلندا (2008).

ضمن الحرب العالمية الأولى، وفي ظل حالة الاضطراب الداخلي في روسيا، انفصل الجمهور الفنلندي إلى مؤيدي البلشفية من جانب، ومعارضيها المتمتعين بدعم ألماني من جانب آخر. وقد تدهور التوتر بين المجموعتين إلى حرب أهلية. وفي 1917، بعد اندلاع «ثورة أكتوبر» في روسيا، وعندما ما زالت الحرب الأهلية في فنلندا دائرة، أعلن البرلمان الفنلندي عن استقلال فنلندا خشية من تداعيات الثورة في روسيا. أثار إعلان الاستقلال التوتر بين فنلندا والسويد إذ خشي السويديون من نتائج الحرب الأهلية في فنلندا وإذ أسفر الإعلان عن أزمة في جزر أولان المأهولة بسكان سويديين رغم وجودها داخل الحدود الفنلندية منذ نقل السلطة فيها إلى روسيا في 1809. عارض سكان الجزر انتماءهم إلى جمهورية فنلندية مستقلة وطالبوا ممارسة حق تقرير المصير.
في 1919 تبنت الجمهورية الفنلندية أول دستور لها حيث حدد الدستور للغة السويدية مكانة أفضل بكثير من المتوقع بنسبة للغة أقلية. فواصل «الفينومانيون» صراعهم من أجل تفضيل الفنلندية على السويدية في دستور الجمهورية، ومن أجل توسيع التعليم بالفنلندية في الجامعات في حين كان الكثير من الأساتذة يفضلون التعليم بالسويدية.
في 1921 انتهت أزمة جزر أولان بموافقة الجمهورية الفنلندية على الحل الذي اقترحته عصبة الأمم، وأمكنت سكان الجزر من تأسيس نظام حكم ذاتي. لم تزل هذه التسوية سارية المفعول إلى هذا اليوم، حيث تكون جزر أولان المحافظة الفنلندية الوحيدة التي تستخدم اللغة السويدية كلغة رسمية وحيدة.
في 30 نوفمبر 1939 هاجم الاتحاد السوفييتي فنلندا وبدأت حرب الشتاء بين البلدين. في نهاية الحرب اضطرت فنلندا إلى التنازل عن مساحة 57 ألف كم مربع في الجنوب الشرقي من الجمهورية ونقلها لروسيا. لجأ 420 ألف فنلندي من سكان هذه المنطقة إلى داخل الأراضي الفنلندية مما أدى إلى زيادة نسبة الناطقين بالفنلندية في قلب البلاد وأثار مخاوف الناطقين بالسويدية من تقلص مكانتهم.
انتهى صراع اللغات في فنلندا بعد الحرب العالمية الثانية بفضل سياسة يوهو كوستي باسيكيفي (Juho Kusti Paasikivi) الذي تولى منصب رئيس وزراء الجمهورية بعد الحرب ومنصب رئيس الجمهورية في فترة لاحقة. كان باسيكيفي من «الفينومانيين» (كان اسمه الأصلي اسم سويدي: يوهَن غوستـَف هـِلستن، وبدله باسم فنلندي) وكذلك من معارضي البلشفية، ولكنه اتبع سياسة معتدلة وذرائعية لحل القضايا الداخلية والمشاكل في العلاقات مع الاتحاد السوفييتي. أسكن باسيكيفي لاجئي «الحرب الشتاوية» داخل فنلندا دون أن يمس بحقوق الناطقين بالسويدية فهدأ جو التوتر بين المجموعتين. في ذلك الحين ترسخت في فنلندا السياسة الثنائية اللغة التي تتميز بها الجمهورية اليوم.
في خمسينات القرن ال-20 تطبعت العلاقات بين فنلندا والسويد حيث تمكن الفنلنديون من العمل في السويد واستفادوا من معرفة اللغة السويدية التي يتم تعليمها في المدارس الفنلندية بشكل إجباري.